# Vauxbuin
Vauxbuin és un municipi francès situat al departament de l'Aisne i a la regió dels Alts de França. L'any 2007 tenia 784 habitants.

## Demografia

### Població
El 2007 la població de fet de Vauxbuin era de 784 persones. Hi havia 318 famílies de les quals 64 eren unipersonals (24 homes vivint sols i 40 dones vivint soles), 145 parelles sense fills, 101 parelles amb fills i 8 famílies monoparentals amb fills.
La població ha evolucionat segons el següent gràfic:
Habitants censats

### Habitatges
El 2007 hi havia 339 habitatges, 325 eren l'habitatge principal de la família, 8 eren segones residències i 6 estaven desocupats. 319 eren cases i 15 eren apartaments. Dels 325 habitatges principals, 258 estaven ocupats pels seus propietaris, 58 estaven llogats i ocupats pels llogaters i 9 estaven cedits a títol gratuït; 2 tenien una cambra, 12 en tenien dues, 32 en tenien tres, 97 en tenien quatre i 182 en tenien cinc o més. 226 habitatges disposaven pel capbaix d'una plaça de pàrquing. A 142 habitatges hi havia un automòbil i a 156 n'hi havia dos o més.

### Piràmide de població
La piràmide de població per edats i sexe el 2009 era:
| Homes | Edats   | Dones |
| ----- | ------- | ----- |
| 0     | 95 o +  | 0     |
| 0     | 90 a 94 | 4     |
| 4     | 85 a 89 | 0     |
| 4     | 80 a 84 | 8     |
| 0     | 75 a 79 | 16    |
| 20    | 70 a 74 | 8     |
| 28    | 65 a 69 | 16    |
| 4     | 60 a 64 | 24    |
| 28    | 55 a 59 | 20    |
| 60    | 50 a 54 | 44    |
| 52    | 45 a 49 | 60    |
| 24    | 40 a 44 | 48    |
| 28    | 35 a 39 | 16    |
| 16    | 30 a 34 | 8     |
| 36    | 25 a 29 | 24    |
| 69    | 20 a 24 | 28    |
| 24    | 15 a 19 | 24    |
| 32    | 10 a 14 | 24    |
| 12    | 5 a 9   | 20    |
| 12    | 0 a 4   | 12    |

## Economia
El 2007 la població en edat de treballar era de 520 persones, 350 eren actives i 170 eren inactives. De les 350 persones actives 316 estaven ocupades (162 homes i 154 dones) i 34 estaven aturades (15 homes i 19 dones). De les 170 persones inactives 86 estaven jubilades, 36 estaven estudiant i 48 estaven classificades com a «altres inactius».

### Ingressos
El 2009 a Vauxbuin hi havia 316 unitats fiscals que integraven 793,5 persones, la mediana anual d'ingressos fiscals per persona era de 20.787 €.

### Activitats econòmiques
Dels 28 establiments que hi havia el 2007, 1 era d'una empresa de fabricació de material elèctric, 6 d'empreses de construcció, 9 d'empreses de comerç i reparació d'automòbils, 1 d'una empresa de transport, 2 d'empreses d'hostatgeria i restauració, 3 d'empreses immobiliàries, 5 d'empreses de serveis i 1 d'una entitat de l'administració pública.
Dels 7 establiments de servei als particulars que hi havia el 2009, 1 era un taller de reparació d'automòbils i de material agrícola, 1 paleta, 1 guixaire pintor, 2 lampisteries, 1 empresa de construcció i 1 restaurant.
Dels 3 establiments comercials que hi havia el 2009, 2 eren grans superfícies de material de bricolatge i 1 una botiga de mobles.
L'any 2000 a Vauxbuin hi havia 4 explotacions agrícoles.

## Equipaments sanitaris i escolars
El 2009 hi havia una escola elemental.

## Poblacions més properes
El següent diagrama mostra les poblacions més properes.